# 1500年哲學
1500年哲學事件  

## 著作
- 德西德里烏斯·伊拉斯謨-《諺語集》(Adagia)[1]

## 出生
- 戈麥斯·佩雷拉 西班牙哲學家、醫師以及自然人文學者。1567年死亡，68歲。
- 斯佩罗内‧斯佩羅尼（英语：Sperone_Speroni）意大利作家和哲學家。死於1588年死亡，89歲。

## 死亡
- 洛多維科·拉扎撒勒利（英语：Lodovico_Lazzarelli）意大利詩人、哲學家、魔術師、文藝復興早期的占卜師。1447年出生。54歲。
- 陳獻章 明代教育家、思想家。1428年出生。73歲